# 프란체스코 알리도시

라파엘로가 그린 프란체스코 알리도시.

프란체스코 알리도시 (Francesco Alidosi, 1455년 – 1511년 5월 24일)는 이탈리아의 추기경 및 콘도티에로(용병대장)이다. 줄리아노 델라 로베레 추기경(훗날 216대 교황 율리오 2세)가 알렉산데르 6세 교황(214대 1492~1503)과의 갈등으로 인해 프랑스로 도피할 때 동행하였다. 이때부터 줄리아노 추기경의 비서로 있다가 이후 최측근 협력자로 활동하였다. 이런 인연으로 인해 교황 율리오 2세는 알리도시 추기경을 지나치게 편애했다.
공금횡령과 반역행위로 고소당했으나 교황이 나서 무죄와 사면복권을 시켜준 일이 있었다. 이런 일들로 인해서 교황 율리오 2세의 동성애 상대자라는 소문이 로마에 은밀히 퍼져 있었다. 우르비노 공작(율리오 2세의 조카)의 부하들에 의해 라벤나에서 백주대낮에 대로변에서 암살당했다. 알라도시 추기경이 죽었다는 소식을 접한 교황 율리오 2세(216대 1503~13)는 식음을 전폐하고 눈물을 흘리며 크게 슬퍼했다고 한다.

## 생애
카스텔델리오에서 태어난 그는 그곳의 영주 조반니 알리도시의 셋째 아들이였다. 그는 1494년에 장차 교황 율리오 2세가 되는 추기경 줄리아노 델라 로베레와 같이 프랑스에 갔다. 이후로 그는 그의 비서관이자 핵심 협력자가 되었다. 알리도시는 1504년에 밀레토 주교 직에 선출됐으며, 1506년 3월 26일 파비아 교구로 옮겼다. 그는 1511년에 사망할 때까지 그 교구에 있었다.
많은 추기경들이 승진을 반대했음에도, 1505년 알리도시는 산티 네레오 에드 아킬레오의 사제 추기경이 되었지만, 1506년 8월 11일 성 세실리아의 직위를 택했다. 추기경은 미켈란젤로 부오나로티와 교황 율리오 2세 사이의 매개자 역할을 했고 1506년에는 시스티나 성당의 천장 프레스코화에 대한 계약을 교황의 이름으로 체결했다. 이후에도 그는 볼로냐의 교황 동상에도 똑같이 하였다. 그는 잉글랜드의 호국 추기경직을 수행하기도 했다. 그는 데시데리위스 에라스뮈스의 보호자이자 예술 후원가였다.
알리도시는 잔옥함으로 유명했다. 1508년 6월 27일에 볼로냐 관구령을 차지한 다음, 그는 알베르토 카스텔리 (Alberto Castelli), 인노첸초 린기에리 (Innocenzo Ringhieri), 살루스티오 구이도티 (Sallustio Guidotti)와 바르톨로메오 마냐니 (Bartolomeo Magnani)를 교살시키라는 명령을 내렸다. 그들은 “벤티볼리오 가문을 후원하는 음모에 대한 지원”과 교황에 맞서는 베네치아와 내통했다는 이유로 고발당했었다. 추가적으로 30명이 넘는 벤티볼리오 가문 지지자들 역시도 처형당했다. 이러한 행위는 볼로냐인들 사이에 커다란 분노를 일으켰다. 추기경 피에트로 벰보는 그에 대해서 이런 말과 함께 묘사했다:”신앙은 그에게 아무것도 의미하지 않으며, 종교도, 신뢰감도, 부끄러움 역시도 그러며, 그에게 신성함이란 없다.”
1508년 9월 22일에 추기경은 페라라의 추기경 이폴리토 데스테에게 볼로냐의 관구직을 준 교황을 만나러 비테르보에 갔다. 다음 해에 교황은 관구직에서 추기경 알리도시를 불러들였다. 1509년이 시작될 때 로마냐와 마르케의 특사로 임명된 그는 1509년 5월 29일에 라벤나를 점령하고 관리자로서 그의 형제 오비초를 두었다. 그는 프랑스의 왕과 그가 1509년 6월 19일 만토바에 추기경 프랑수아 기욤 드 카스텔노클레르몽뤼데브와 함께 도착하기 이전에 외교 사절로 파견됐다. 프랑스의 왕은 교황의 허가 없이 그를 크레모나 주교로 임명시켰다. 1510년 1월 4일, 추기경은 볼로냐인들의 불평에 대해서 교황 율리오 2세에게 답하기 위하여 로마로 불러들여졌다.
일부에서는 교황이 그를 불러들인 것이 베네치아와의 평화 협상에서 그의 경험을 사용하기 위한 것이였다는 이론이 있다. 평화 협상은 1510년 2월 24일에 치러졌다. 그 후로 교황은 외국인들로부터 이탈리아의 자유와 가톨릭 교회로부터의 독립등을 프랑스의 루이 12세, 신성 로마 황제 막시밀리안 1세, 페라라 공작에게 조금 더 하라는 대로 따라야하는 자세를 해야만한 했다.

1510년 4월, 많은 볼로냐의 저명 인사들은 교황이 볼로냐의 관구직에 추기경 알리도시를 다시 임명한다는 소식을 듣고 충격에 빠졌다. 볼로냐인들은 베네치아인들과 싸우는 동안에 그가 프랑스인들과 거래를 했을 것이라 추측했다. 1510년 10월 7일, 모데나 인근 교황군의 전장에서 우르비노 공작 프란체스코 마리아 1세 델라 로베레가 추기경을 포로로 잡아, 수갑을 채우고, 150명이 이끄는 기수들의 호위를 받으며 볼로냐로 끌고갔다. 산 펠리체 문 밖에서 20명의 발레스트리에리 (balestrieri)들이 수갑을 풀어주고 그를 광장으로 데려갔다. 거기서 그는 대반역죄로 고소당했다.
우르비노 공작과 볼로냐 시민들은 그가 처벌을 받기를 바랐다. 그러나 교황 율리오 2세는 그가 자신을 변호할 기회를 부여하였고, 고소가 정당하지 않다는 결정을 내렸다. 추기경 알리도시는 그가 죽을때까지 유지한 1510년 10월 18일에 볼로냐 교구의 임시 관리 교구장으로 임명되었다. 1510년 10월 28일, 추기경 알리도시는 반역 혐의로 우르비노 공작에게 다시 투옥당했다. 교황은 곧바로 그를 풀어주었고 그의 권리를 모두 돌려주었다.

1511년 5월 14일에 교황은 프랑스군에 볼로냐가 고립될 위험성이 있어 보이자 신변안전을 위해 볼로냐를 떠나 라벤나로 거처를 옮겼다. 라벤나에서는 산비탈레의 베네딕토회 수도원에서 머물렀다. 교황이 떠나자 벤티볼리오 가문의 지지자들과 교회의 권력에 반대하던 이들은 바로 반란을 일으켰다. 5월 20일 오후 10시 쯤에 변장을 한 추기경 알리도시는 그가 챙길 수 있는 것들을 챙긴채 카스텔델리오로 탈출했다. 프란체스코 마리아 델라 로베레는 이 행위를 성문에서 지켜본 후 모든 대포들과 함께 식량과 군수품들을 버리고 도망쳤다. 5월 23일 프랑스군의 지휘관 잔 자코모 트리불치오가 벤티볼리오 가문과 함께 볼로냐에 입성했다.
교황은 볼로냐 함락을 추기경들에게 알렸고, 우르비노 공작과 볼로냐 시민들에게 반역 혐의를 부과했다. 그는 우르비노 공작이 처형되길 바랬지만 그 대신에 우르비노 공작은 알리도시 추기경에게 반역 혐의를 부과했다. 카스텔델리오에 있던 추기경은 이 이야기의 그의 형식의 전말을 말하러 라벤나에 갔다. 그는 그의 매부 구이도 바이니, 100명의 교황 호위대와 동행했다.
교황 율리오 2세는 우르비노 공작이 반역자임을 확신했었다. 1511년 5월 24일에 공작은 교황과 접견을 했다. 그는 신랄하게 책망을 받았고, 그의 충복자 8명과 함께 접견직후 쫓겨났다. 그는 산비탈레 교회 근처에서 추기경 마르코 비제로와 같이 머물렀던 추기경 알리도시의 거처로 갔다. 그때 호위병과 같이 있던 추기경은 저녁 식사에 교황의 초대를 받아 교황의 거쳐로 향하고 있었다. 추기경은 공작에게 인사를 건냈고, 공작 일행의 젊은이가 격분하여 말에서 내려 추기경 앞으로 걸어나갔다. 노새를 타고 있어 고삐를 잡고 있던 추기경을, 그는 옆구리를 찔렀다. 추기경은 노새에서 떨어졌고, 땅에서 다시 한번 지휘관은 단검으로 그의 뺨과 귀를 잘라낸 반면에 필리포 도리아는 그의 머리에 죽을 만큼의 일격을 가했다.
한 역사가는 기록하길, "'총신은 친구가 없다,' -- 특히나 알리도시 유형의 총신이 그렇다 -- 그래서 대사의 하인들을 포함한 많은 사람들은 대낮 길가 한복판에서 인기없는 성직자의 이 살인 사건에 대해 무심하게 여겼다.
추기경의 시신은 교황이 라벤나 대성당에서 엄숙한 장례를 치렀고, 그곳에 묻혔다. 오래된 대성당을 1745년에 철거할 때, 의사 가스파레 데시데리오 마르티네티 (Gaspare Desiderio Martinetti)가 추기경의 두개골을 산비탈레의 베네딕토회에 줘서, 다른 유골들과 섞이지 않게 되었다. 베네딕토회에서 그의 유골은 클라센세 (Classense) 도서관으로 옮겨져 대중들에게 공개되었다. 이후 추기경 아고스티노 리바롤라 (Agostino Rivarola)가 그 유골을 거기에서 회수하여 매장하였다. 1968년 6월 20일에 이뤄진 확인으로부터 두개골에 있는 쪼개진 흔적들을 여전히 확인이 가능했다. 이몰라 대성당에는 박육조에 추기경의 조상이 있는 기념비가 서있고, 그 아래에는 그와 그의 다른 가문 출신들을 기리는 대리석 판이 있다.

## 대중 문화에서
프란체스코 알리도시는 2011년 드라마 《보르자》 의 등장인물이다. 맷 디 앤젤로가 연기하였고 추기경 델라 로베레의 연인으로 묘사되었다.

## 참고 문헌
- Wilkie, William E. 1974. The cardinal protectors of England. Cambridge University Press. ISBN 0-521-20332-5.